# Американский хвостокол
Американский хвостокол (лат. Dasyatis americana) —  вид рода хвостоколов из семейства хвостоко́ловых отряда хвостоколообразных надотряда скатов. Эти рыбы обитают в субтропических водах западной части Атлантического океана. Встречаются в прибрежных водах, заходят в солоноватые воды эстуариев рек. Максимальная зарегистрированная ширина диска 2 м, а вес 135,5 кг. Грудные плавники этих скатов срастаются с головой, образуя ромбовидный диск. Края плавников заострённые. Хвост длиннее диска. Окраска дорсальной поверхности диска коричневого, оливкового или серого цвета. Подобно прочим хвостоколообразным американские хвостоколы размножаются яйцеживорождением. Эмбрионы развиваются в утробе матери, питаясь желтком и гистотрофом. В помёте до 10 новорождённых. Рацион состоит в основном из ракообразных и костистых рыб. Являются объектом целевого промысла, представляют интерес для экотуризма. 

## Таксономия и филогенез
Впервые вид был научно описан а американскими ихтиологами Самюэлем Фредериком Хильдебрандом и Вильямом Чарльзом Шрёдером в 1928 году. В 2001 году был опубликован филогенетический анализ 14 видов хвостоколов, основанный на морфологии. В нём северный колючий хвостокол и Dasyatis lata были признаны близкородственными видами, образующими кладу с американским хвостоколом и Dasyatis longa. Тот факт американский хвостокол обитает в Атлантическом океане, а Dasyatis lata в Тихом, вероятно, свидетельствует о том, что они разошлись до образования Панамского перешейка (около 3 млн лет назад). 

## Ареал и места обитания
Американские хвостоколы обитают в западной части Атлантического океана. Они широко распространены от Нью-Джерси до Флориды, США, в Мексиканском заливе, на Багамах, на Больших и Малых Антильских островах и вдоль северного побережья Южной Америки вплоть до юга Бразилии. Эти скаты встречаются в прибрежных водах а песчаном дне, в зарослях водорослей и на коралловых рифах на глубине до 53 м. Подобно большинству хвостоколов они ведут донный образ жизни и часто лежат неподвижно под слоем осадков. Иногда заходят в солоноватые воды эстуариев рек.

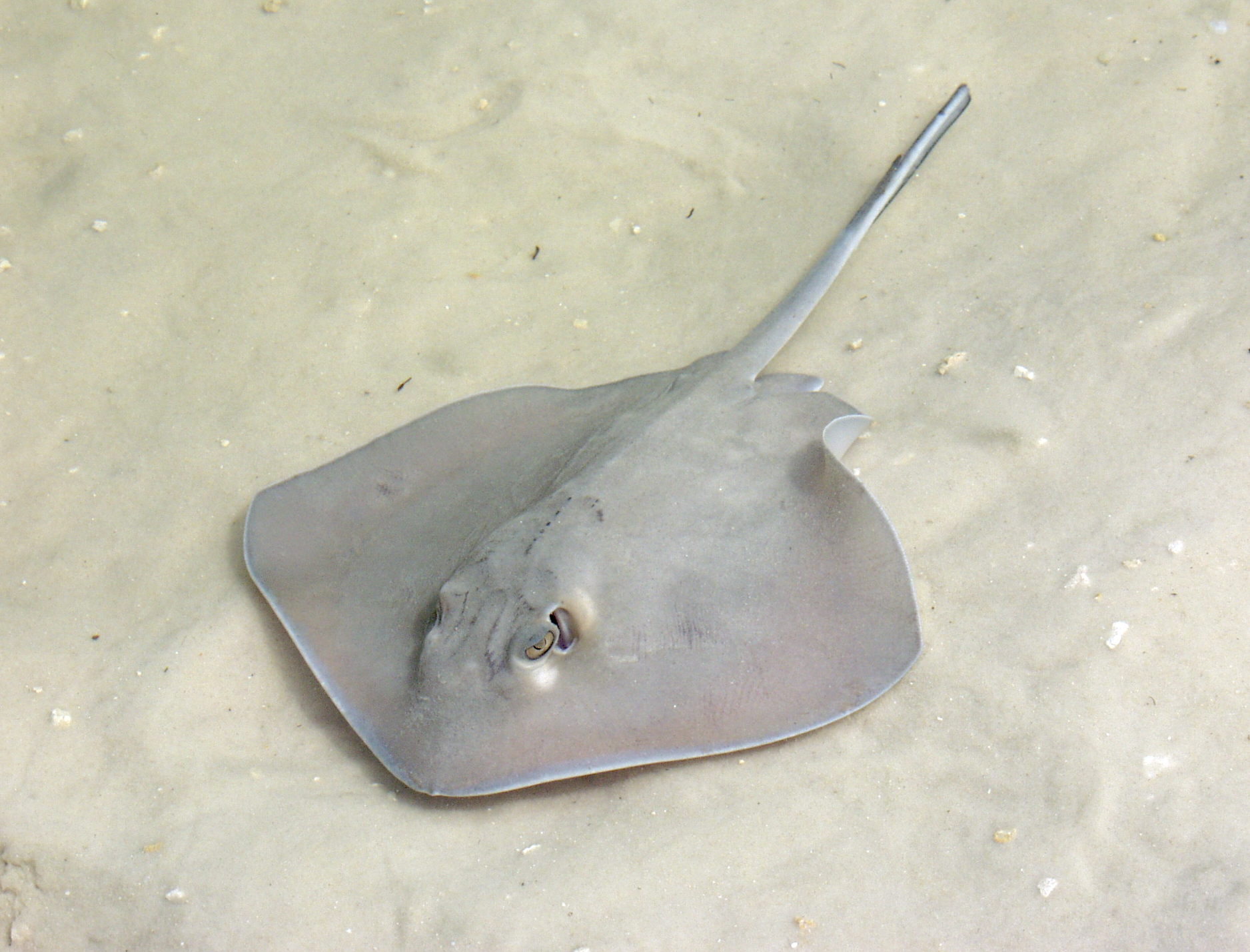

## Описание
Грудные плавники этих скатов срастаются с головой, образуя ромбовидный плоский диск, ширина которого превышает длину, с заострёнными в отличие от прочих хвостоколов плавниками («крыльями»). Передний край диска выгнут, рыло притуплённое. Позади глаз расположены брызгальца. На вентральной поверхности диска расположены 5 жаберных щелей, рот и ноздри. Между ноздрями пролегает лоскут кожи с бахромчатым нижним краем. Зубы выстроены в шахматном порядке и образуют плоскую поверхность. Длина кнутовидного хвоста превышает длину диска. Как и у других хвостоколов на дорсальной поверхности расположен зазубренный шип,  соединённый протоками с ядовитой железой. Периодически шип обламывается и на его месте вырастает новый. Позади шипа на хвостовом стебле расположена вентральная кожная складка. Вдоль средней линии диска пролегает ряд коротких шипов. Окраска дорсальной поверхности диска коричневого, серого или оливкового цвета. Вентральная поверхность диска беловатая. Максимальная зарегистрированная длина 2 м, а масса 135,5 кг.

## Биология
Американские хвостоколы ведут ночной образ жизни. Они охотятся, всасывая воду или взмучивают грунт взмахами грудных плавников, чтобы обнаружить зарывшуюся добычу. Эти скаты встречаются поодиночке или парами, плотность их популяции в некоторых мелководных районах, которые, вероятно, являются природными питомниками, составляет около 245 особей на км². В одном исследовании было установлено, что американские хвостоколы зачастую охотятся вдоль линии прибоя, где больше концентрация пищи. Волнообразные движения «крыльев» обеспечивают им манёвренность при движении. Эти скаты собираются в стаи для размножения, защиты от хищников и на отдыхе.  
Рацион американских хвостоколов составляют двустворчатые моллюски, ракообразные, мелкие костистые рыбы и черви. В свою очередь они могут стать добычей крупных рыб, в том числе акул, в том числе гигантских акул-молотов. Спасаясь от преследования скаты зарываются в грунт. Такую же тактику они используют, когда подкарауливают жертву.  В прибрежной донной трофической сети Мексиканского залива американские хвостоколы образуют симбиоз с ушастыми бакланами. Охотясь скаты взмучивают грунт и поднимают на поверхность добычу, за ними следуют птицы, которые подбирают то, что не успели схватить хвостоколы.

### Размножение и жизненный цикл
Подобно прочим хвостоколообразным дальневосточные хвостоколы относятся к яйцеживородящим рыбам. Эмбрионы развиваются в утробе матери, питаясь желтком и гистотрофом. В неволе беременность длится 135—226 дней. В помёте 2—10 новорождённых. В ходе ухаживания за самкой могут следовать несколько самцов. Один из которых хватает её зубами за край диска родов самки вновь готовы к размножению. 

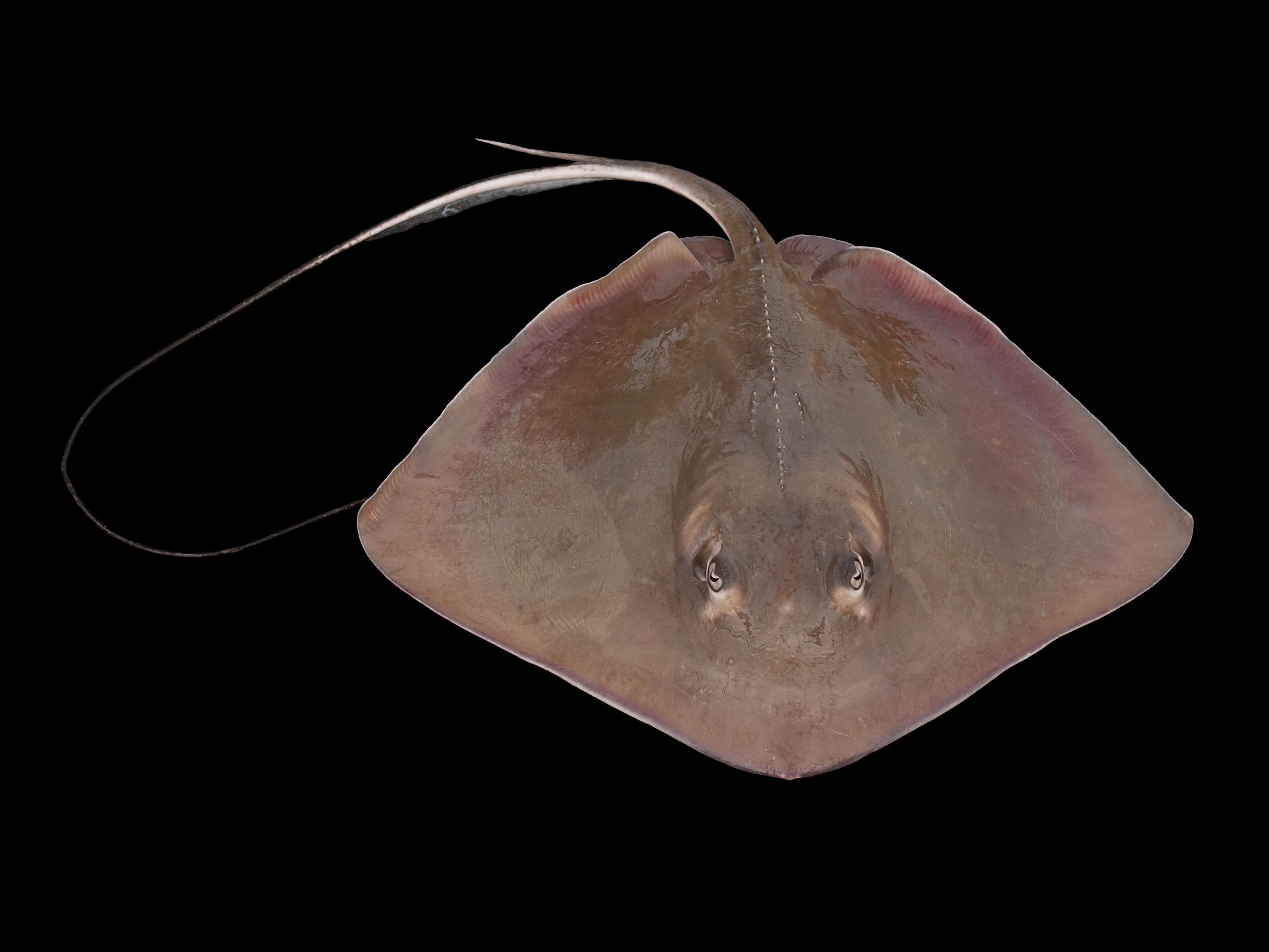

Район обитания влияет на возраст достижения половой зрелости. На Бимини и Багамских островах брачный сезон у американских хвостоколов проходит в августе, а в водах островов Кайман в начале сентября. В неволе самцы и самки достигают половой зрелости в возрасте 3—4 и 5—6 лет соответственно. Самки, выросшие в дикой природе приносят потомство 1 раз в год, а выращенные искусственно дважды. Между численностью приплода и размером самки наблюдается прямая зависимость. У американских хвостоколов существуют первичные и вторичные природные питомники, которые отличаются друг от друга. В первичных природных питомниках происходят роды, а во вторичных подрастает молодь. О миграциях между двумя типами питомников данных нет. Один из первичных питомников находится у побережья Белиза, куда сезонно приплывают самки американских хвостоколов. В другом питомнике в мае, ноябре и декабре учёным на глубине 10—20 м попадались молодые скаты этого вида.
Вероятно, коммуникация между американскими хвостоколами происходит посредством феромонов. После родов в клоаке самки начинают вырабатываться вещества, сигнализирующие о её готовности к новому спариванию. Кроме того, благодаря ампулам Лоренцини скаты способны улавливать электрическое поле.

## Взаимодействие с человеком
Из-за ядовитого шипа на хвосте американские хвостоколы потенциально опасны для человека. Эти скаты попадаются в качестве прилова при коммерческом промысле путём донного траления и ярусов. Пойманных рыб чаще всего выбрасывают за борт. Выживаемость среди них довольно высока. В некоторых областях ареала, расположенных у берегов Южной Америки, эти скаты являются объектом коммерческого промысла. Они представляют интерес для экотуризма. Данных для оценки Международным союзом охраны природы статуса сохранности вида недостаточно. 